# Robert Kirkland Kernighan
Pour les articles homonymes, voir Kernighan.
Robert Kirkland Kernighan (25 avril 1854-3 novembre 1926) est un poète, journaliste et fermier canadien de l'Ontario.

## Biographie
Né à Rushdale Farm de Rockton (en) en Ontario, Kernighan apprend le métier de journaliste avec le The Hamilton Spectator. En 1876, le journal publie son premier poème. S'installant dans l'ouest, il travaille avec le Winnipeg Sun. Il revient ensuite en Ontario dans la région de Hamilton sur une ferme. Pendant plusieurs années, il travaille exclusivement pour le Toronto Telegram (en) à titre de chroniqueur dans une colonne intitulée The Khan's Corner. 
De l'opinion du premier ministre canadien John A. Macdonald, si le Canada entrerait en guerre, les soldats marcheraient au combat en chantant le poème de Kernighan "The Men of the Northern Zone".
Un article sur les personnalités de Hamilton décrit Kernighan comme un poète et humoriste qui décrit avec un portrait sympathique la vie des Canadiens en zones rurales.
Le secteur de Kernighan de Hamilton est nommé en son honneur.